# John Greve

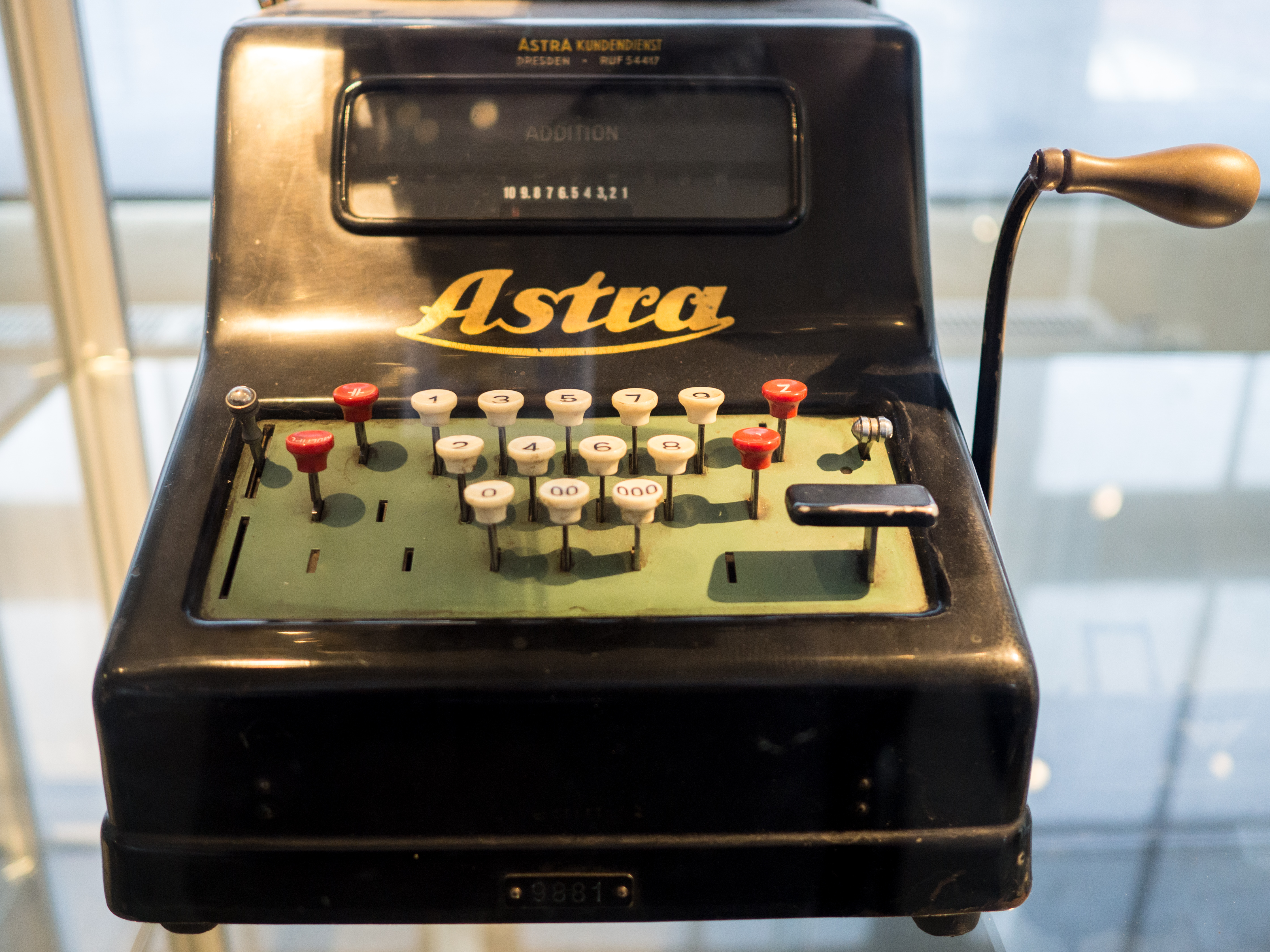
Rechenmaschine Astra Modell B, ca. 1922.

John E. Greve (* 14. Mai 1880 in Altona; † 1967 in Düsseldorf) war ein deutscher Konstrukteur und Unternehmer. 
Der gelernte Maschinenbauer arbeitete nach einem USA-Aufenthalt von 1909 bis 1919 als Chefkonstrukteur bei den Wanderer-Werken in Chemnitz, bevor er eine eigene Mechanikerwerkstatt eröffnete und mit der Entwicklung seiner ersten Rechenmaschine „Astra“ begann, deren Konstruktion auf Elemente einer Erfindung des US-Amerikaners Halcom Ellis von 1905/06 zurückverfolgbar sind. Mit finanzieller Unterstützung des Bankiers Wilhelm Nicolaus Dannhof gründete er zwei Jahre später die Astrawerke AG und nahm die Produktion auf. Die Fabrik entwickelte sich rasant und galt schon Ende der 1920er Jahre als europäischer Marktführer für Buchungsmaschinen, einer Weiterentwicklung aus Rechen- und Schreibmaschine. 1929 wurde ein neues Werk in Chemnitz-Altchemnitz eingeweiht; bis 1944 stieg die Belegschaft auf 2600 Mitarbeiter. Im Zweiten Weltkrieg produzierten die Astrawerke zunehmend auch Rüstungsgüter und beschäftigten dazu auch Zwangsarbeiter aus dem KZ Flossenbürg. Kurz vor Kriegsende wurde die Fabrik bei Luftangriffen teilweise zerstört.
Nach dem Krieg wurde Greve von der sowjetischen Besatzungsmacht enteignet und entlassen. 1948 übersiedelte er nach Westdeutschland und versuchte dort einen Neuanfang mit der Exacta Büromaschinen GmbH, später auch mit der formellen Verlegung der Astrawerke nach Köln. Vor Gericht erstritt er sich die alleinigen Rechte an der Marke Astra, woraufhin die Chemnitzer Produkte ab 1959 unter dem Namen Ascota vertrieben wurden. 1960 wurde Exacta von den nunmehr in München ansässigen Wanderer-Werken übernommen und mit diesen 1968 zur Nixdorf Computer AG umgewandelt.  
Greve hatte sich bereits 1963 aus seinen Unternehmen zurückgezogen und verstarb wenige Jahre später. 